# 충돌 테스트용 인형

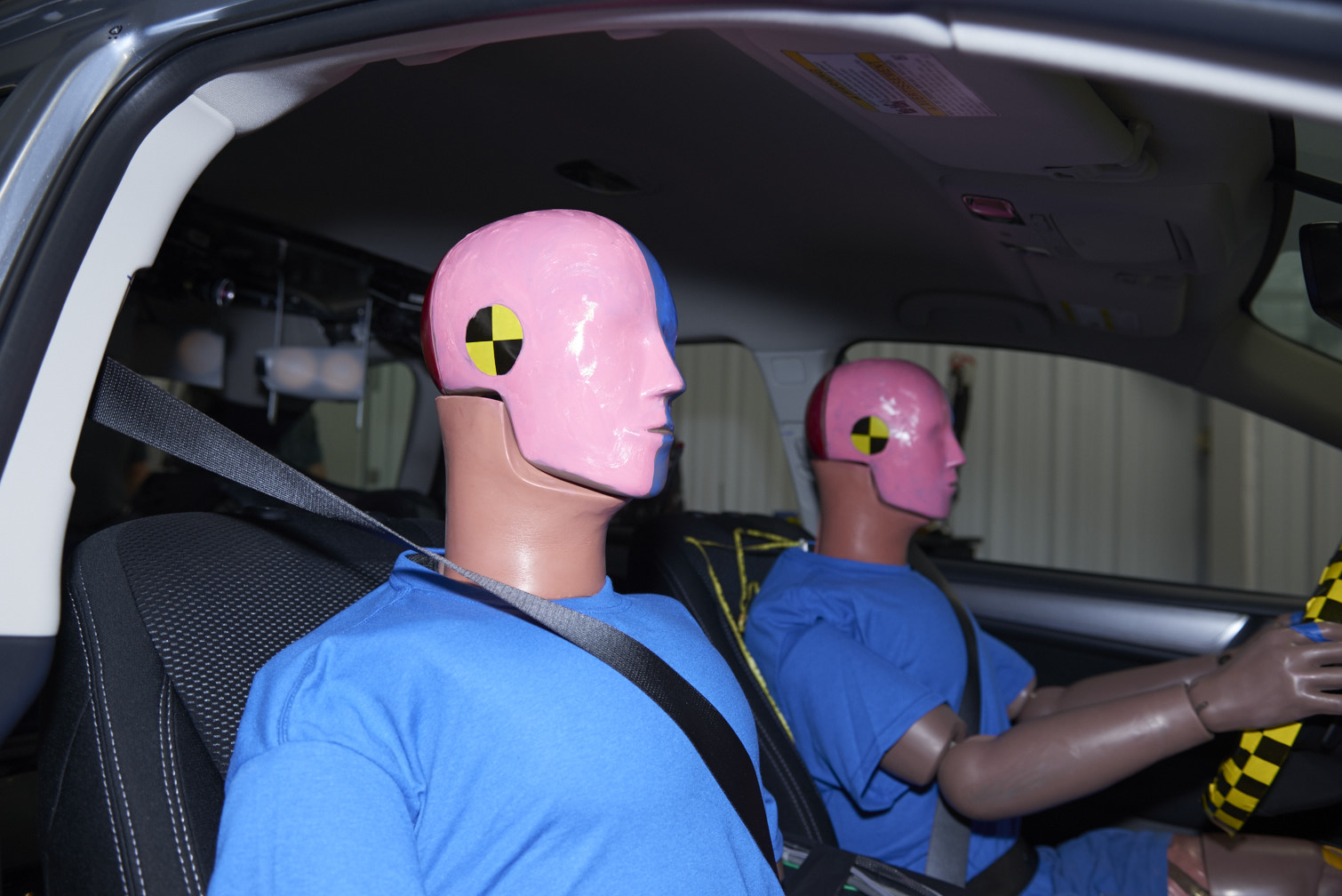

충돌 테스트용 인형, 충돌 테스트용 사람 인형, 크래시 테스트 더미(Crash test dummy) 또는 간단히 더미(dummy)는 교통 충돌 시 인체의 크기, 무게 비율 및 관절을 시뮬레이션하는 실물 크기의 의인화된 테스트 장치(anthropomorphic test device, ATD)이다. 이 인형은 연구원, 자동차 및 항공기 제조업체에서 충돌 시 사람이 입을 수 있는 부상을 예측하는 데 사용된다. 최신 인형은 일반적으로 충격 속도, 파쇄력, 굽힘, 접힘, 신체 토크, 충돌 중 감속률과 같은 데이터를 기록하기 위해 계측된다.
충돌 테스트용 인형을 개발하기 전에 자동차 회사에서는 인간 시체, 동물 및 살아있는 자원 봉사자를 사용하여 테스트했다. 시체는 안전벨트와 같은 자동차의 다양한 부품을 개조하는 데 사용되었다. 이러한 유형의 테스트는 더미를 사용하는 것보다 더 현실적인 테스트 결과를 제공할 수 있지만 인간의 시체와 동물은 연구에 동의할 수 없기 때문에 윤리적 딜레마를 야기한다. 요즘은 동물실험이 흔하지 않다. 인체의 계산 모델은 인형을 가상 도구로 사용하는 것을 보완하기 위해 산업 및 연구에서 점점 더 많이 사용되고 있다.
각각의 새로운 차량은 디자인이 다르고 기술이 변화함에 따라 안전성과 효능을 정확하게 테스트하기 위해 ATD를 개발해야 하기 때문에 새로운 테스트가 지속적으로 필요하다.

## 같이 보기
- 교통 사고
- 유로 NCAP
- 마네킹
- 세키 디스크